# Sigitas Birutis
Sigitas Birutis (ur. 13 października 1965) – litewski koszykarz, występujący na pozycji centra; od 1992 koszykarz Spójni Stargard, od 1995 w BC Szawle (LKL), następnie w Panevezys Techasas (LKL).

## Życiorys

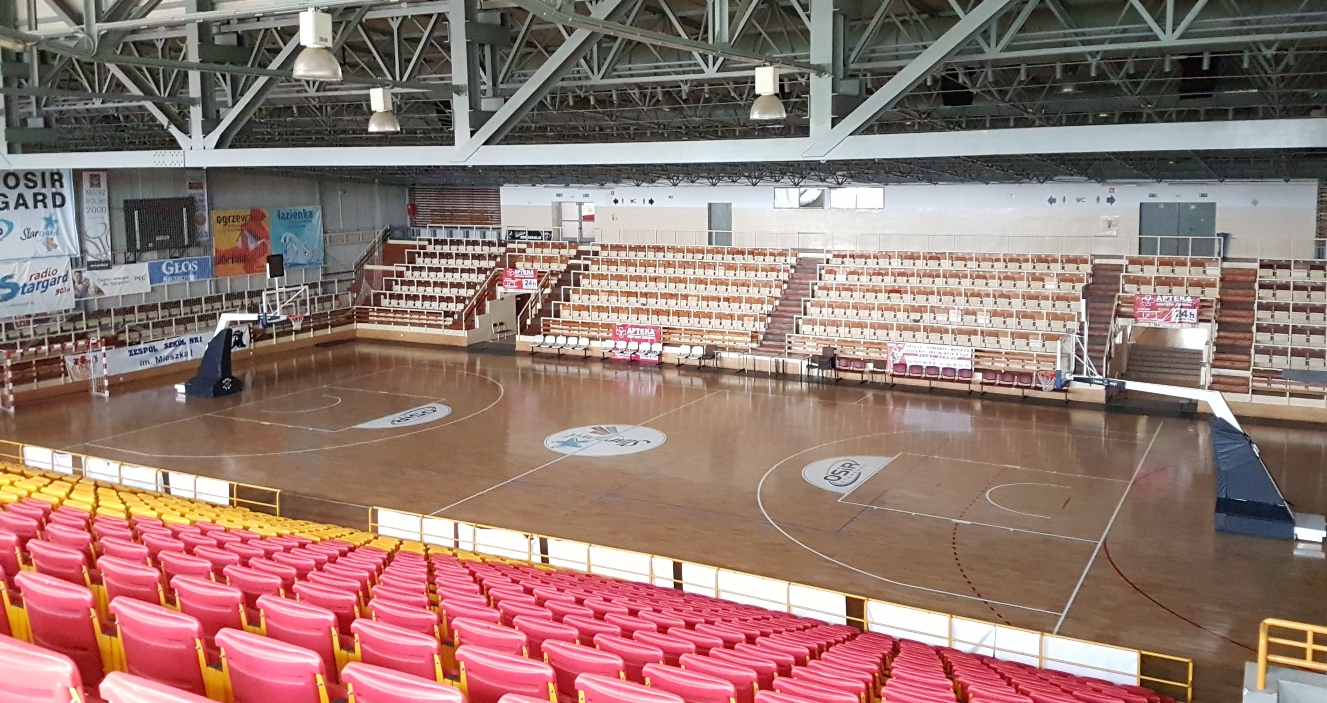
Sigitas Birutis zadebiutował w stargardzkiej hali sportowej w roku 1992

Sigitas Birutis koszykarską karierę zawodową w Polsce rozpoczął w roku 1992 w klubie LKS Spójnia Stargard w wieku 28 lat. W 1992 sezonu 1992/1993 w stargardzkim zespole rozegrał 31 meczów, w sezonie 1993/1994 statystycznie zanotował 29 spotkań, w sumie podczas dwóch sezonów zdobył 907 punktów. 27 marca 1994 zagrał w zespole Spójnia-Sterna Stargard, który po zwycięskim meczu z Wybrzeżem Gdańsk awansował do ekstraklasy. 
W 1994 w wieku 29 lat powrócił na Litwę, gdzie grał w litewskiej profesjonalnej lidze (najwyższy szczebel) koszykówki LKL w zespole BC Szawle (LKL). W 1995 z drużyną z Szawli zadebiutował w turnieju Pucharu Europy FIBA grając z drużynami z Mediolanu i Malagi, które później grały nawet w Eurolidze. Łącznie rozegrał 291 oficjalnych meczów dla klubu, w 2000 zdobył trzecie miejsce w mistrzostwach LKL. W Szawlach zagrał w 7 sezonach. Od 2000 do 2001 grał Šiauliai Police-Gubernija (LKAL), od 2001 do 2002 Panevezys Techasas (LKL), od 2002 do 2005 w Joniškio Žiemgala-Šiaurės vilkas (LKAL). 
Jego syn Laurynas Birutis gra w Žalgiris Kowno.

## Historyczne składy Sigitasa Birutisa
Sigitas Birutis zadebiutował w stargardzkim zespole w 1992.

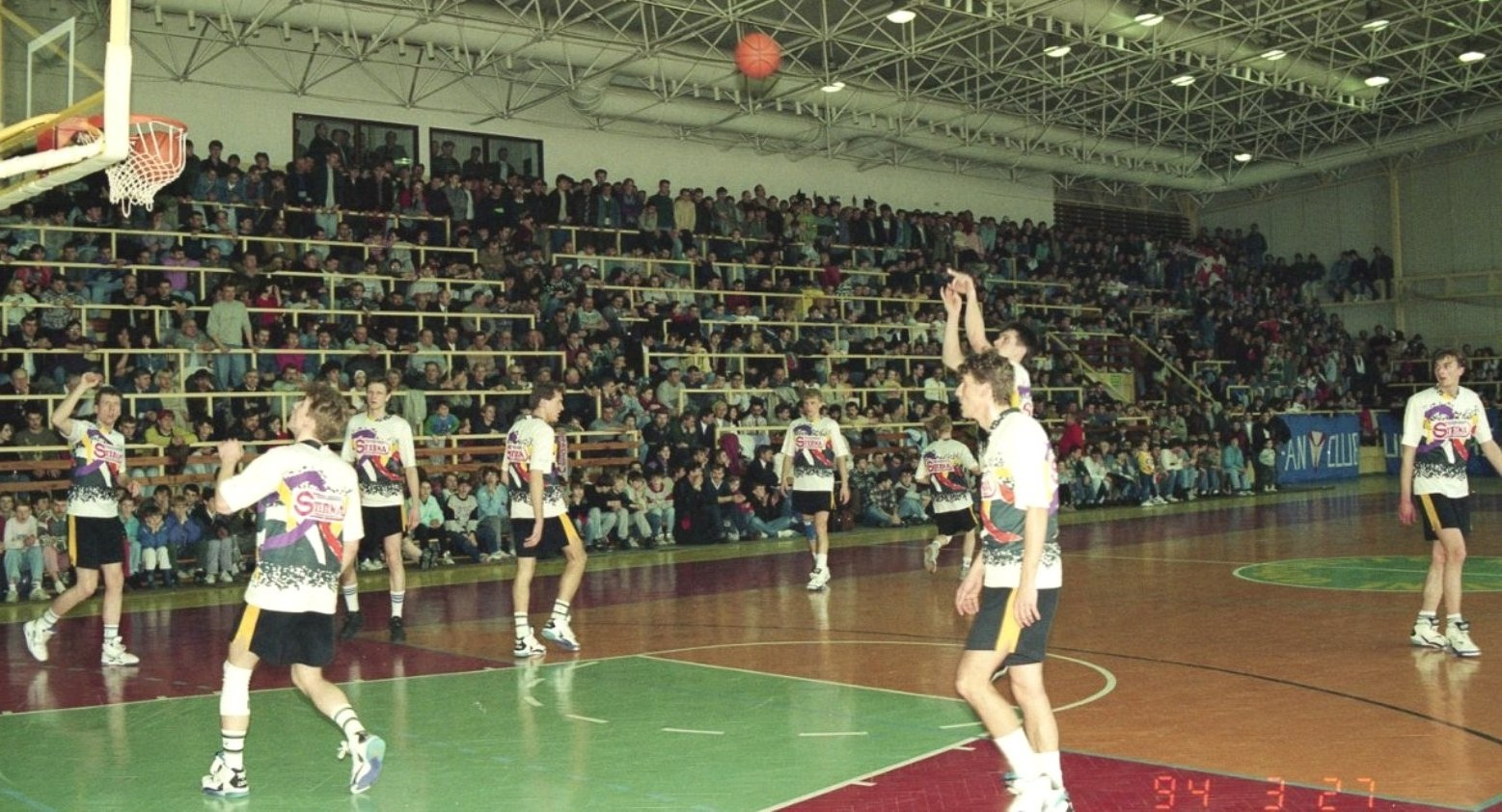
Birutis (L3) i Spójnia-Sterna przed meczem z Wybrzeżem Gdańsk (1994)

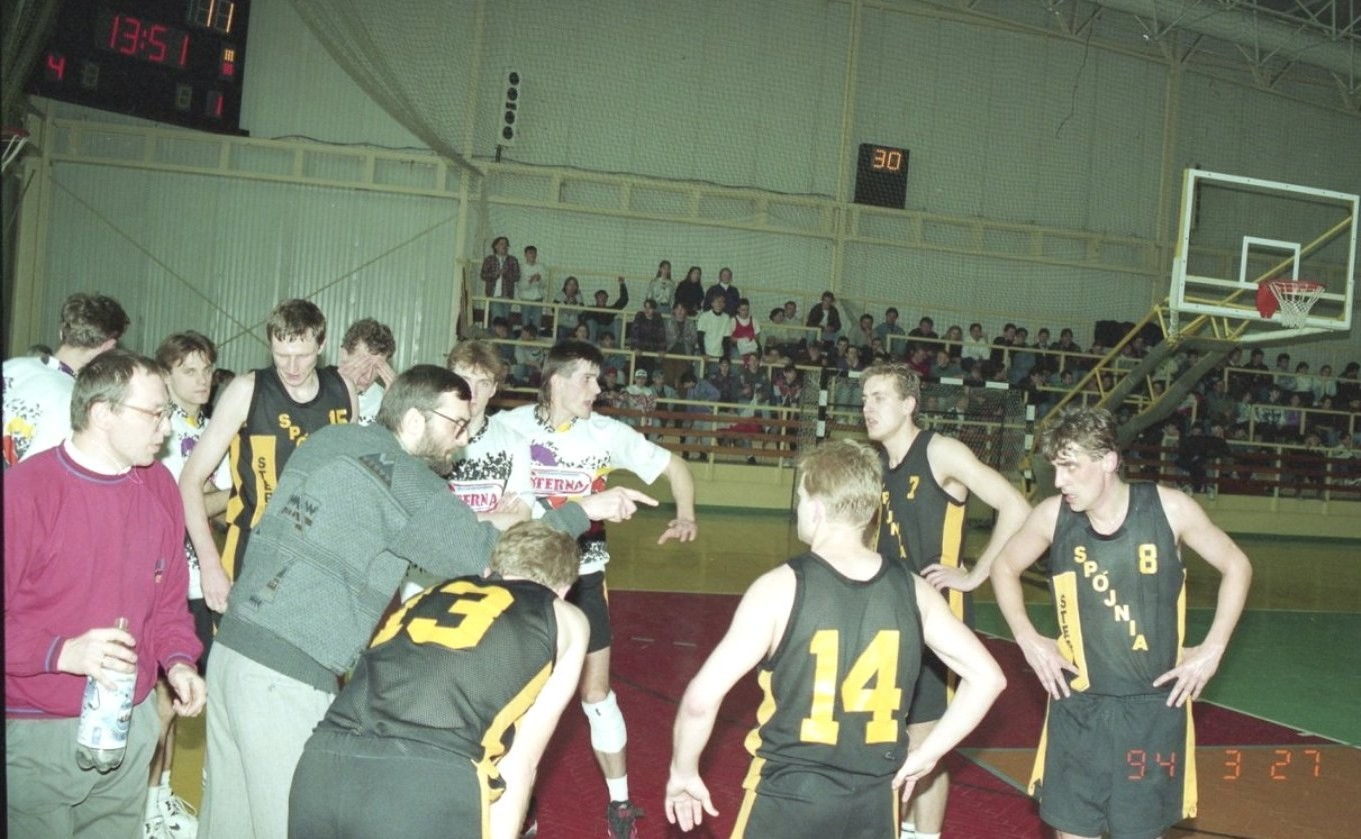
Birutis (L4) i Spójnia-Sterna w meczu z Wybrzeżem Gdańsk (1994)

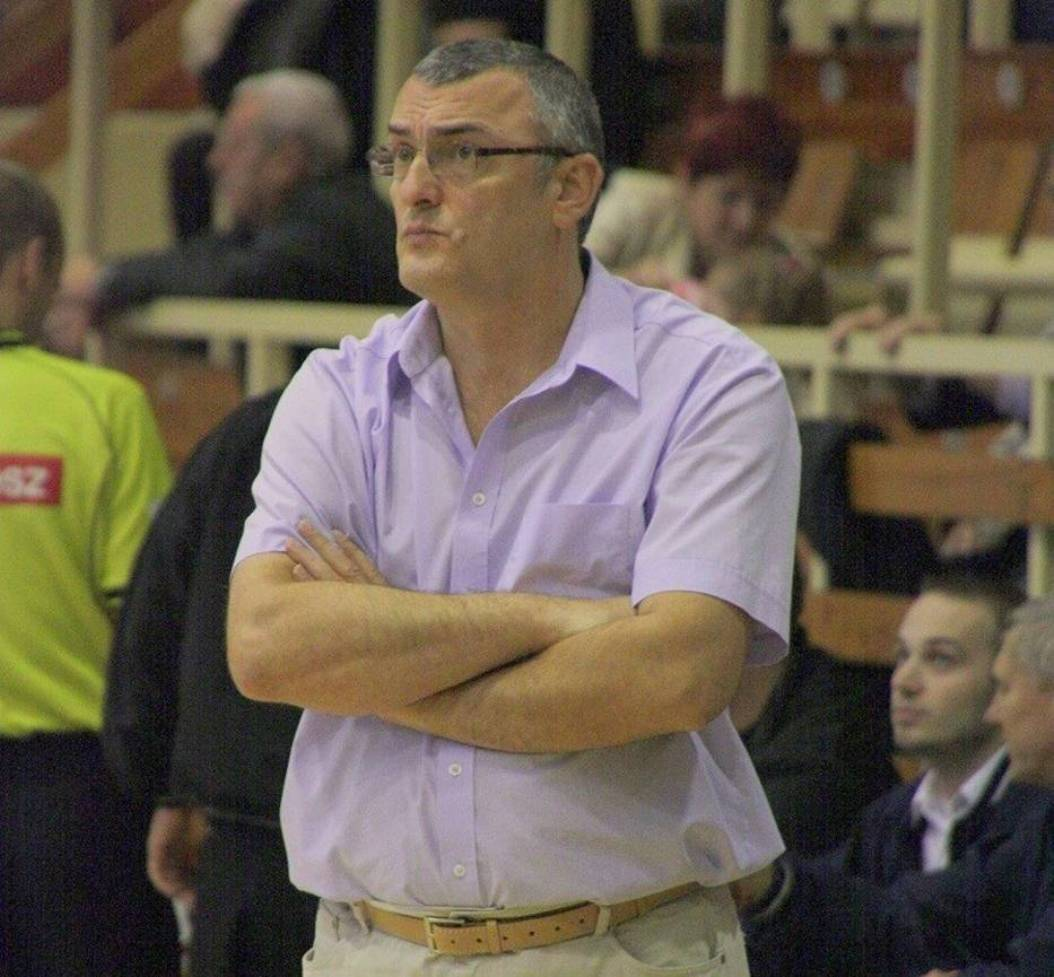
Grzegorz Chodkiewicz był trenerem Sigitasa Birutisa w Spójni Stargard w latach (1992-1994)

### Sezon 1992/1993 (I liga)
Sigitas Birutis w sezonie 1992/1993 rozpoczął rozgrywki w I lidze grając w składzie:

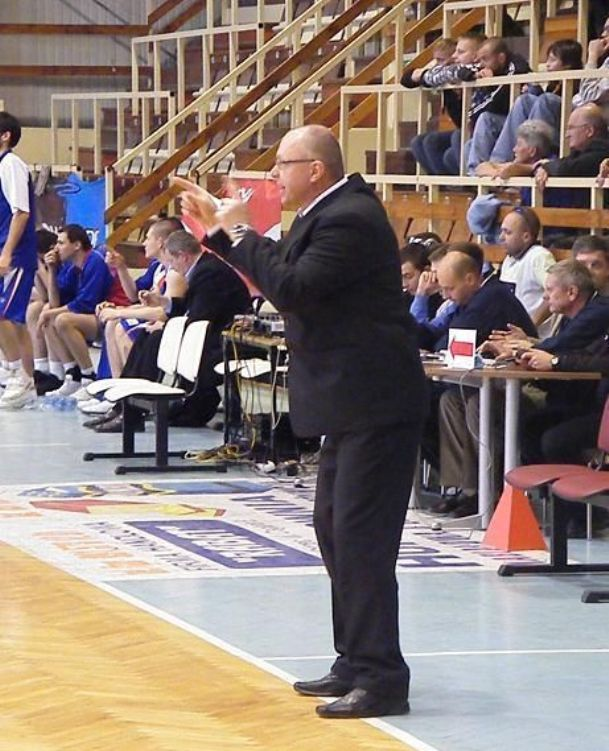
Mieczysław Major był II trenerem Sigitasa Birutisa w latach (1992-1994)

| Nr | Poz. | Nar.   | Nazwisko i imię        | Data urodzenia | Wzrost | Masa ciała |
| -- | ---- | ------ | ---------------------- | -------------- | ------ | ---------- |
| 4  | S/C  | Polska | Bartosz, Mariusz       | 1962           | 200 cm |            |
| ?  | C    | Polska | Bigus, Rafał           | 1976-07-12     | 215 cm |            |
| 3  | S    | Litwa  | Steponavičius, Ridijus | 1966-02-07     | 196 cm |            |
| 15 | C    | Litwa  | Birutis, Sigitas       | 1965-10-13     | 205 cm |            |
| 8  | R    | Polska | Purwiniecki, Ireneusz  | 1963-06-29     | 188 cm |            |
| 14 | R    | Polska | Szczerbala, Robert     | 1971-01-9      | 172 cm |            |
| 10 | S/C  | Polska | Molenda, Andrzej       | 1975-02-07     | 203 cm |            |
| 6  | S    | Polska | Śpiewak, Grzegorz      | 1973-03-15     | 192 cm |            |
| 7  | S    | Polska | Cieliński, Marek       | 1969-04-25     | 197 cm |            |
| 5  | R    | Polska | Dubij, Wiesław         | 1970-10-06     | 185 cm |            |
| 9  | S    | Polska | Matyga, Ireneusz       | 1966           | 198 cm |            |

Trener:  Grzegorz Chodkiewicz
 Asystenci: Mieczysław Major

### Sezon 1993/1994 (wejście do PLK)
Sigitas Birutis grał w sezonie 1993/1994 w LKS Spójnia-Sterna, która rozpoczęła rozgrywki w I lidze, 27 marca 1994 wraz z drużyną awansował do PLK (ekstraklasa) i grał w składzie:
| Nr | Poz. | Nar.   | Nazwisko i imię           | Data urodzenia | Wzrost | Masa ciała |
| -- | ---- | ------ | ------------------------- | -------------- | ------ | ---------- |
| 8  | R    | Polska | Purwiniecki, Ireneusz     | 1963-06-29     | 188 cm |            |
| 7  | S    | Polska | Cieliński, Marek          | 1969-04-25     | 197 cm |            |
| 5  | R    | Polska | Dubij, Wiesław            | 1970-10-06     | 185 cm |            |
| 10 | S/C  | Polska | Molenda, Andrzej          | 1975-02-07     | 203 cm |            |
| 4  | S/C  | Polska | Bartosz, Mariusz          | 1962           | 200 cm |            |
| 9  | S    | Polska | Matyga, Ireneusz          | 1966           | 198 cm |            |
| 14 | R    | Polska | Szczerbala, Robert        | 1971-01-9      | 172 cm |            |
| 6  | S    | Polska | Śpiewak, Grzegorz         | 1973-03-15     | 192 cm |            |
| 11 | S    | Polska | Korczyk, Bartosz          | 1975           | 198 cm |            |
| 12 | S    | Polska | Wieczorkiewicz, Sylwester | ?              | ? cm   |            |
| 14 | S    | Polska | Wypart, Robert            | ?              | ? cm   |            |
| 15 | C    | Litwa  | Birutis, Sigitas          | 1965-10-13     | 205 cm |            |
| 3  | S    | Litwa  | Steponavičius, Ridijus    | 1966-02-07     | 196 cm |            |

Trener:  Grzegorz Chodkiewicz
 Asystenci: Mieczysław Major